# Episodi di Radio Free Roscoe (prima stagione)
La prima stagione della serie televisiva Radio Free Roscoe è stata trasmessa in anteprima in Canada da Family Channel tra il 1º agosto 2003 e il 24 ottobre 2003.
| nº | Titolo originale     | Titolo italiano | Prima TV Canada   | Prima TV Italia |
| -- | -------------------- | --------------- | ----------------- | --------------- |
| 1  | The Power of Radio   |                 | 31 ottobre 2003   |                 |
| 2  | On the Air           |                 | 31 ottobre 2003   |                 |
| 3  | About a Girl         |                 | 1º agosto 2003    |                 |
| 4  | Radio Wars           |                 | 8 agosto 2003     |                 |
| 5  | Clark Kent           |                 | 15 agosto 2003    |                 |
| 6  | I Am Question Mark   |                 | 22 agosto 2003    |                 |
| 7  | Political in Pink    |                 | 5 settembre 2003  |                 |
| 8  | The Imposter         |                 | 12 settembre 2003 |                 |
| 9  | Detention Redemption |                 | 19 settembre 2003 |                 |
| 10 | Crush Me             |                 | 26 settembre 2003 |                 |
| 11 | My Pal Pronto        |                 | 3 ottobre 2003    |                 |
| 12 | Call of the Cougar   |                 | 10 ottobre 2003   |                 |
| 13 | Sports Ray-dio       |                 | 24 ottobre 2003   |                 |